# Rio principal

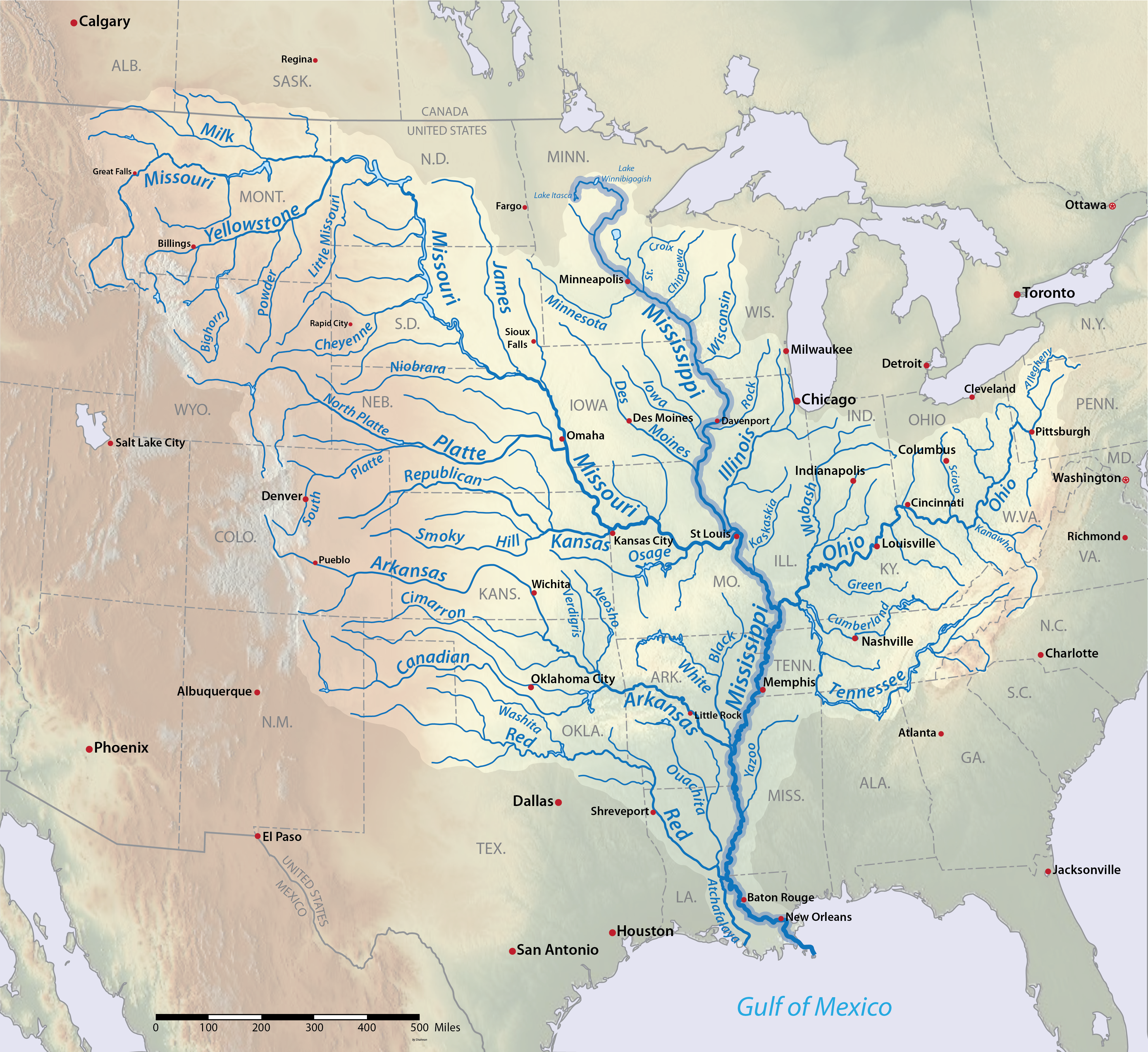
A bacia de drenagem do rio Mississippi com o tronco principal destacado em azul escuro

Rio principal é "o segmento primário a jusante de um rio, em contraste com seus afluentes".  O tronco principal se estende desde uma cabeceira específica até a saída do rio, embora existam várias maneiras de determinar qual cabeceira (ou afluente de primeira ordem) é a fonte do tronco principal. A água entra na adutora a partir da Bacia hidrográfica do rio, a área de terra por onde flui o tronco principal e seus afluentes. Uma Bacia hidrográfica.

Diagrama de Strahler. Apenas um segmento da haste principal obtém o maior número.

Os sistemas de classificação hidrológica atribuem números a afluentes e adutoras dentro de uma bacia de drenagem. No número de Strahler, uma modificação de um sistema criado por Robert E. Horton em 1945, canais sem afluentes são chamados de fluxos de "primeira ordem". Quando dois fluxos de primeira ordem se encontram, diz-se que eles formam um fluxo de segunda ordem; Quando dois fluxos de segunda ordem se encontram, eles formam um fluxo de terceira ordem, e assim por diante. No sistema Horton, todo o tronco principal de uma bacia hidrográfica foi atribuído o maior número nessa bacia. No entanto, no sistema Strahler, adotado em 1957, apenas a parte do tronco principal abaixo do afluente do próximo posto mais alto recebe o maior número.
O rio Amazonas atinge um número Strahler de 12, tornando-se o rio de maior ordem do mundo.